# اسلام‌آباد (ارژن)
اسلام‌آباد روستایی در دهستان دشت ارژن بخش ارژن شهرستان شیراز استان فارس ایران است.

## جمعیت
بر پایه سرشماری عمومی نفوس و مسکن در سال ۱۳۹۵ جمعیت این روستا ۲۳ نفر (۷ خانوار) بوده‌است.